# Liste der Monuments historiques in Bréchaumont
Die Liste der Monuments historiques in Bréchaumont führt die Monuments historiques in der französischen Gemeinde Bréchaumont auf.

## Liste der Objekte
| Bezeichnung | Beschreibung                                                                             | Standort                                   | Kennzeichnung | Schutzstatus | Datum | Bild |
| ----------- | ---------------------------------------------------------------------------------------- | ------------------------------------------ | ------------- | ------------ | ----- | ---- |
| Kapitell    | mit der Darstellung einer Kreuzigungsgruppe; Kalkstein, 16. oder 17. Jahrhundert         | in der Kirche St-Aloyse-de-Gonzague (Lage) | PM68001466    | Inscrit      | 1995  |      |
| Pietà       | Holz, 18. Jahrhundert                                                                    | in der Kirche St-Aloyse-de-Gonzague (Lage) | PM68001467    | Inscrit      | 1995  |      |
| Taufbecken  | Stein, Eichenholzdeckel, bezeichnet 1609                                                 | in der Kirche St-Aloyse-de-Gonzague (Lage) | PM68001464    | Inscrit      | 1995  |      |
| Kanzel      | Tannenholz, farbig gefasst, 17. Jahrhundert; Skulpturen, Aufgang und Schalldeckel jünger | in der Kirche St-Aloyse-de-Gonzague (Lage) | PM68001465    | Inscrit      | 1995  |      |